# Présentevillers
Présentevillers ist eine französische Gemeinde mit 468 Einwohnern (Stand: 1. Januar 2022) im Département Doubs in der Region Bourgogne-Franche-Comté.

## Geographie
Présentevillers liegt auf 330 m, etwa fünf Kilometer westlich der Stadt Montbéliard (Luftlinie). Das Dorf erstreckt sich in einer Senke zwischen den Höhen von Mont Bart im Süden und Grand Bois im Norden, nördlich des Doubstals.
Die Fläche des 3,83 km² großen Gemeindegebiets umfasst einen Abschnitt der leicht  gewellten Landschaft nördlich des Doubstals. Der zentrale Teil des Gebietes wird von der Senke von Présentevillers eingenommen, die durchschnittlich auf 350 m liegt. Sie weist eine Breite von etwas mehr als einem Kilometer und eine Länge von ungefähr drei Kilometern auf und ist überwiegend von Acker- und Wiesland bestanden. Beim Dorf entspringt ein Bach, der das Gebiet nach Osten durch ein schmales Tal zum Rupt entwässert. Flankiert wird die Mulde von Présentevillers im Süden von der langgezogenen Waldhöhe der Forêt du Mont Bart, auf der mit 448 m die höchste Erhebung der Gemeinde erreicht wird. Im Osten verläuft die Grenze über die Höhen des Bois de Miémont (403 m), im Norden über den Kamm des Grand Bois (auch Bois de la Côte; 440 m). Gegen Westen öffnet sich die Mulde zum Plateau von Arcey.
Nachbargemeinden von Présentevillers sind Saint-Julien-lès-Montbéliard im Norden, Dung und Bart im Osten, Bavans im Süden sowie Sainte-Marie im Westen.

## Geschichte
Gräber aus der Burgunder- und der Merowingerzeit weisen auf eine frühe Besiedlung des Gemeindegebietes von Présentevillers hin. Die erste urkundliche Erwähnung des Ortes erfolgte im Jahr 1147 unter dem Namen Pisenteyvillari. Im Lauf der Zeit wandelte sich die Schreibweise über Presenteviller (12. Jahrhundert), Pesenteveler (1291) und Presantevillers (1593) zu Presentevillers (im 17. Jahrhundert).
Seit dem Mittelalter bildete Présentevillers eine eigene Herrschaft, die unter der Oberhoheit der Grafen von Montbéliard stand. Vor der Reformation bestand im Dorf ein Benediktinerpriorat. Présentevillers wurde 1588 beim Einfall der Guisen sowie 1635 während des Dreißigjährigen Krieges geplündert und in Brand gesteckt. Mit der Annexion der Grafschaft Montbéliard gelangte das Dorf 1793 endgültig in französische Hand.

## Sehenswürdigkeiten

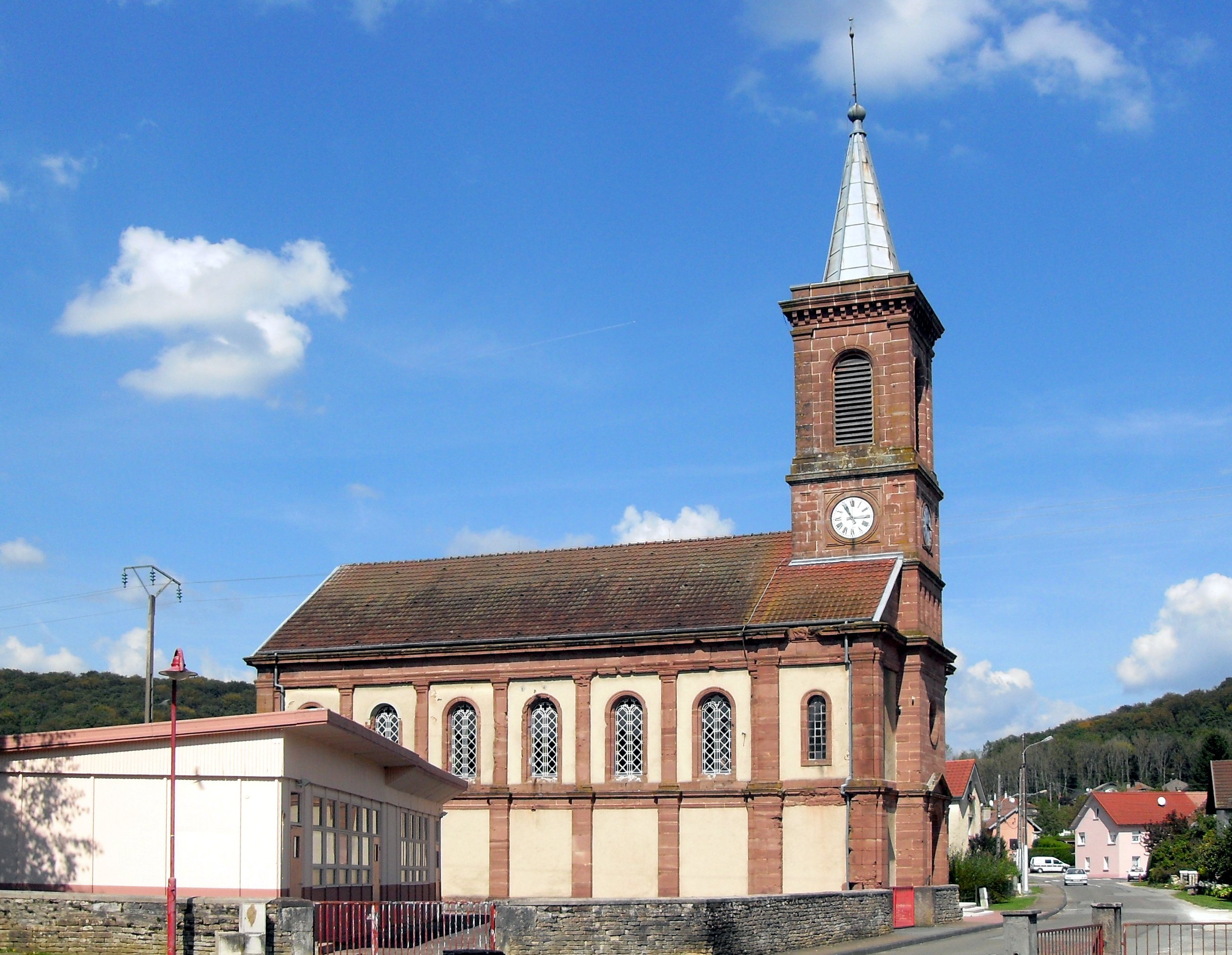
Lutherische Kirche

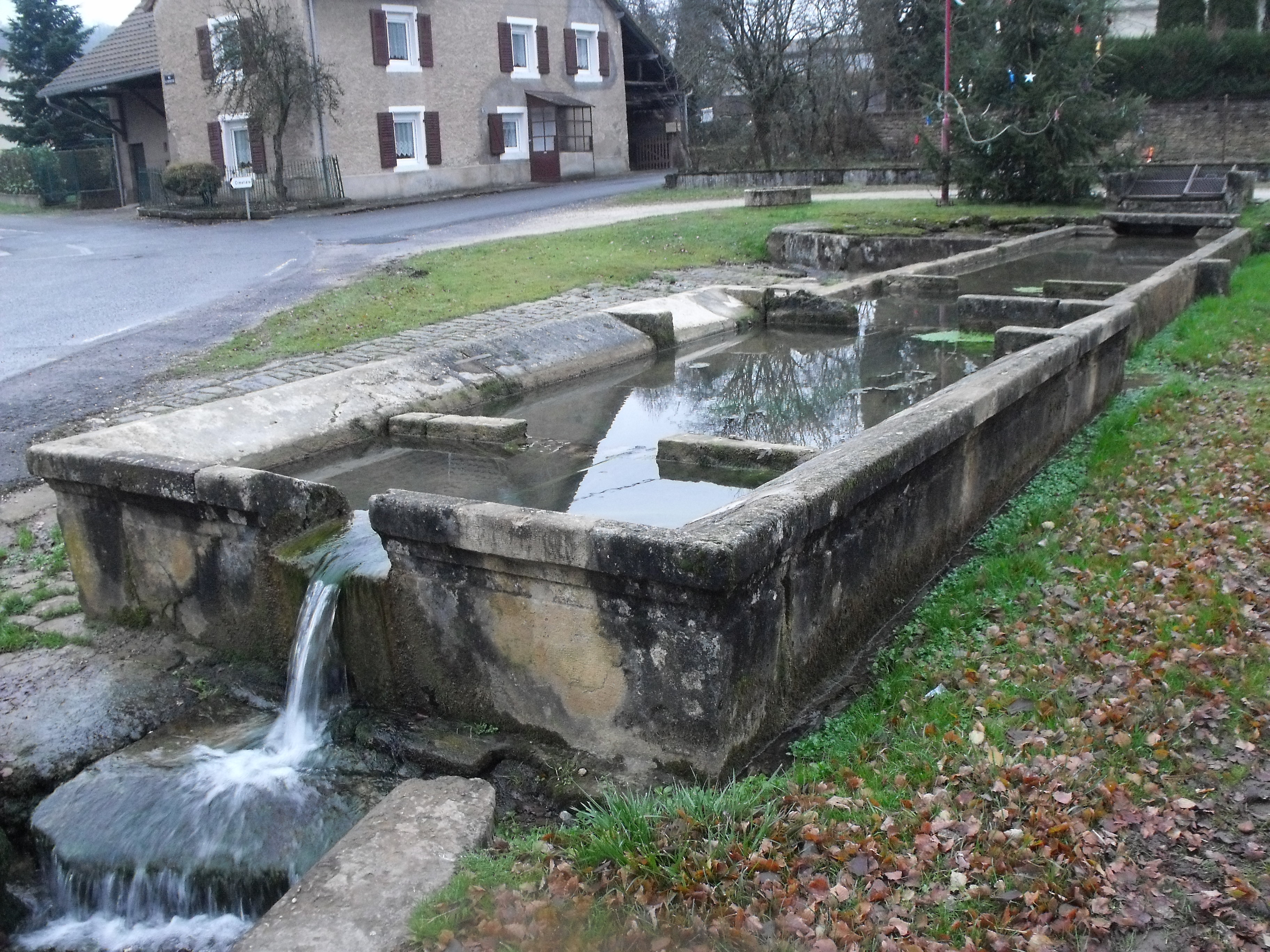
Fontaine-Lavoir

Die heutige lutherische Kirche von Présentevillers (Temple luthérien) wurde 1852 mit Buntsandstein aus den Vogesen erbaut. Ihr wich ein Vorgängerbau von 1769, eine der zwanzig Kirchen in der Grafschaft, die im Auftrag Herzog Carl Eugens in seiner langen Herrschaft neu erbaut oder erneuert wurden. Zu den weiteren Sehenswürdigkeiten des Dorfes zählen das Fontaine-Lavoir (1822) und die Mairie, die 1837 errichtet wurde.

## Bevölkerung
| Jahr                       | 1962 | 1968 | 1975 | 1982 | 1990 | 1999 | 2016 |
| Einwohner                  | 248  | 309  | 398  | 514  | 489  | 489  | 453  |
| Quellen: Cassini und INSEE |      |      |      |      |      |      |      |

Mit 468 Einwohnern (Stand 1. Januar 2022) gehört Présentevillers zu den kleinen Gemeinden des Départements Doubs. Nachdem die Einwohnerzahl in der ersten Hälfte des 20. Jahrhunderts stets im Bereich zwischen 170 und 230 Personen gelegen hatte, wurde von 1960 bis 1982 ein deutliches Bevölkerungswachstum verzeichnet. Seither verblieb die Einwohnerzahl auf annähernd konstantem Niveau.

## Wirtschaft und Infrastruktur
Présentevillers war bis weit ins 20. Jahrhundert hinein ein vorwiegend durch die Landwirtschaft (Ackerbau, Obstbau und Viehzucht) geprägtes Dorf. Daneben gibt es heute einige Betriebe des lokalen Kleingewerbes. Mittlerweile hat sich das Dorf auch zu einer Wohngemeinde gewandelt. Viele Erwerbstätige sind deshalb Wegpendler, die in der Agglomeration Montbéliard ihrer Arbeit nachgehen.
Die Ortschaft liegt abseits der größeren Durchgangsstraßen an einer Departementsstraße, die von Bart nach Arcey führt. Der nächste Anschluss an die Autobahn A36 befindet sich in einer Entfernung von ungefähr neun Kilometern. Weitere Straßenverbindungen bestehen mit Dung und Bavans.